# National Soccer League 2023 (Papua Nuova Guinea)
La National Soccer League 2023, nota anche come Kumul Petroleum Soccer League 2023 per ragioni di sponsorizzazione,  è stata la 17ª edizione della massima serie del campionato di calcio della Papua Nuova Guinea. Il campionato è iniziato il 1º luglio 2023 e si è concluso il 16 dicembre 2023. La squadra campione in carica è il Lae.
Il titolo è stato vinto dall'Hekari United, che ha conquistato il suo nono titolo nazionale.

## Stagione

### Novità
Il campionato della Nuova Guinea non prevede un sistema di promozioni o retrocessioni, ma è stato riformato successivamente alla stagione 2022, abbandonando la formula dei gironi regionali per passare al girone unico, con soltanto 8 squadre partecipanti.

### Formula
Le 8 squadre partecipanti giocano un girone all'italiana con partite di andata e ritorno, per un totale di 14 giornate. Al termine di esse, le prime 4 classificate si qualificano per gli spareggi, che con semifinali e finale decretano la squadra campione, che ottiene anche la qualificazione per la OFC Champions League.

## Squadre partecipanti
| Club                  | Città        | Stagione precedente                         |
| --------------------- | ------------ | ------------------------------------------- |
| Hekari United         | Port Moresby | Finalista della Soccer League 2022          |
| Lae                   | Lae          | Campione della Papua Nuova Guinea           |
| Lae City Dwellers     | Lae          | 3º nel girone mord della Soccer League 2022 |
| Madang                | Madang       | Non partecipa al campionato                 |
| Morobe Wawens         | Lae          | 4º nel girone nord della Soccer League 2022 |
| Port Moresby Strikers | Port Moresby | Non partecipa al campionato                 |
| Gulf Komara           | Port Moresby | Semifinalista della Soccer League 2022      |
| United Highlands      | Port Moresby | Non partecipa al campionato                 |

## Classifica
|  | Pos. | Squadra               | Pt | G  | V  | N | P  | GF | GS | DR  |
|  | ---- | --------------------- | -- | -- | -- | - | -- | -- | -- | --- |
|  | 1.   | Hekari United         | 37 | 14 | 12 | 1 | 1  | 36 | 6  | +30 |
|  | 2.   | Port Moresby Strikers | 27 | 14 | 8  | 3 | 3  | 20 | 15 | +5  |
|  | 3.   | Lae City Dwellers     | 24 | 14 | 7  | 3 | 4  | 25 | 18 | +7  |
|  | 4.   | Toti City             | 21 | 14 | 5  | 6 | 3  | 15 | 10 | +5  |
|  | 5.   | Gulf Komara           | 19 | 14 | 5  | 4 | 5  | 25 | 22 | +3  |
|  | 6.   | Madang                | 14 | 14 | 3  | 5 | 6  | 13 | 24 | -11 |
|  | 7.   | United Highlands      | 10 | 14 | 2  | 4 | 8  | 22 | 30 | -8  |
|  | 8.   | Morobe Wawens         | 2  | 14 | 0  | 2 | 12 | 6  | 37 | -31 |

Legenda:
      Ammessa all'OFC Champions League 2024.
  Ammessa allo spareggio.

## Spareggi
|  | Semifinali            | Semifinali            | Semifinali        |                   |               | Finale        | Finale | Finale |  |
|  |                       |                       |                   |                   |               |               |        |        |  |
|  | Hekari United         | Hekari United         | 2                 |                   |               |               |        |        |  |
|  | Hekari United         | Hekari United         | 2                 |                   |               |               |        |        |  |
|  | Lae                   | Lae                   | 1                 |                   |               |               |        |        |  |
|  | Lae                   | Lae                   | 1                 |                   | Hekari United | Hekari United | 1      |        |  |
|  |                       |                       |                   |                   | Hekari United | Hekari United | 1      |        |  |
|  |                       |                       | Lae City Dwellers | Lae City Dwellers | 0             |               |        |        |  |
|  | Port Moresby Strikers | Port Moresby Strikers | Lae City Dwellers | Lae City Dwellers | 0             | 1             |        |        |  |
|  | Port Moresby Strikers | Port Moresby Strikers |                   |                   |               |               |        |        |  |
|  | Lae City Dwellers     | Lae City Dwellers     | 2                 |                   |               |               |        |        |  |